# WIRED (雑誌)
WIRED（ワイアード）は、アメリカ合衆国西海岸のサンフランシスコで1993年に創刊された雑誌である。
ジャンルはビジネス、インターネット、ジャーナリズム、カルチャーなど。現在はコンデナスト・パブリケーションズ社によりアメリカのほかに日本、イギリス、イタリア、中東、韓国の計6カ国／地域で発行され、テクノロジー、ビジネス、カルチャー、ライフスタイルなど幅広い分野でオンラインメディア、雑誌、SNS、イべントやコンサルティング事業などを展開している。

## 『WIRED』アメリカ版
1993年1月創刊。創刊の辞において、『WIRED』は単なるテクノロジーについての雑誌ではなく、デジタル革命を人類が火を扱えるようになったときに匹敵するほどの社会変化だととらえ、そこに「meaning（意味）」と「context（文脈）」を与えていくことを「究極のラグジュアリー」だと宣言した。その後、その時々の社会変化に応じて、ロングテールやクラウドソーシングといった時代を象徴するキーワードを提唱してきた実績がある。
1993年は、AppleがPowerBookを発売したばかりのころで、NCSA Mosaicが発表されワールド・ワイド・ウェブ（WWW）が一般に普及しようとしていたころだった。『WIRED』の創刊を目指していたジェーン・メトカーフとルイス・ロゼットは、1993年にアメリカのカリフォルニア州で開催されたTEDカンファレンスに参加した。そこで2人はMITメディアラボの創設者ニコラス・ネグロポンテと出会い、資金提供を受けることができた。ネグロポンテは創刊後6年間レギュラーコラムニストとしても参加した。初代のエグゼクティブ・エディター、ケヴィン・ケリーはもともとホール・アース・カタログやホール・アース・レヴューの編集者だった。そのため、ブルース・スターリングやスチュアート・ブランドなど、その頃の関係者が『WIRED』にも多く関わっていた。
3D Robotics社のクリス・アンダーソン（TED Conferenceのクリス・アンダーソンとは別人）は、2001年6月から2012年11月まで編集長を務めていた。

## 『WIRED』日本版

### 創刊：第1期
『WIRED』日本版は1994年11月21日に同朋舎出版から創刊された。編集長は小林弘人（通称：こばへん）。1998年11月号、通算45号で休刊。ウェブサイト「HotWired Japan」は、2006年3月31日にコンテンツの更新停止を発表。2007年5月からはWIRED VISIONが翻訳を行っていた。

### 復刊：第2期
2011年6月10日、コンデナスト・ジャパンより『GQ JAPAN』の特別増刊号として改めてVOL.1が発売され、同時に新たなウェブサイト「WIRED.jp」が立ち上がった。VOL.1は第2回雑誌大賞にて「雑誌新人賞」を受賞。2012年1月、編集長が長崎義紹から若林恵へと替わり、VOL.3より年4回発行となる。2015年3月より隔月刊化。2017年12月に若林恵の退任が発表され、VOL.30を最後に雑誌版が再び休刊となった（WIRED.jpは継続）。
2013年より次世代クリエイターのためのアワード「CREATIVE HACK AWARD」を主催。これまで映像作家の山田智和（第1回グランプリ）やメディアアーティストの落合陽一（第3回グランプリ）、スペキュラティヴ・ファッションデザイナーの川崎和也（第6回特別賞）らが受賞している。
2016年には赤坂アークヒルズにて森ビルとライゾマティクスとの共同運用となるイヴェントスペース「WIRED Lab」を展開。また、「未来を体感する」ビジネスツアー「WIRED REAL WORLD」をスタート。さらに、独創的なアイデアとヴィジョンを持って新たな革新に挑み続けるイノヴェイターを顕彰する「WIRED Audi INNOVATION AWARD」を開催。

### リブート（再起動）：第3期
2018年6月1日、編集長に松島倫明が就任。前職であるNHK出版の書籍編集者時代に『WIRED』US版編集長（当時）クリス・アンダーソンの著書『フリー』（2009年）の邦訳を手がけた際、日本版が休止中だったが、初代編集長の小林弘人に監修・日本語版解説を依頼している。またアンダーソンの次作『MAKERS』（2012年）刊行時には当時の日本版編集部とともにアンダーソンの来日とWIREDカンファレンス出演を企画。US版創刊エグゼクティヴ・エディターのケヴィン・ケリーの著書『〈インターネット〉の次に来るもの』（2016年）の邦訳刊行時にも日本版編集部とともに来日ツアーを行なうなど第1期、第2期『WIRED』日本版と元々関わりが深かった。2018年11月にリブート号となるVOL.31特集「NEW ECONOMY ぼくらは地球をこうアップデートする」を、US版創刊25周年を記念した特大号として発売。2019年より年4回発行となる。
編集長就任時に「実装するメディア」を掲げ、クリエイティヴディレクターのポジションを新設してPARTYの伊藤直樹を迎える。併せてPARTYとも縁のある鎌倉のコレクティヴオフィス北条SANCIに編集部鎌倉分室を構える。
2019年7月より「WIRED JAPAN Podcast」を始動する。
2019年10月より有料会員制度である「SZメンバーシップ」をスタート。SZは「スペキュラティヴ・ゾーン」の略。会員限定のコンテンツやニュースレター、イベントなどを提供する。
2020年6月よりPARTYと共同で「WIRED Sci-Fiプロトタイピング研究所」をスタート（所長は『WIRED』日本版副編集長 小谷知也）。SF作家のもつ大胆かつ精緻な想像力を用いて産業や企業の未来を想像し、バックキャスティングのアプローチにより、その実装／事業開発まで一気通貫で支援していくプロジェクト。

## バックナンバー
| VOL. | 発売日     | 特集 SPECIAL FEATURE                                                             | 編集長   |
| ---- | ---------- | -------------------------------------------------------------------------------- | -------- |
| 1    | 2011/06/10 | OUR FUTURE テクノロジーはぼくらを幸せにしているか？                              | 長崎義紹 |
| 2    | 2011/11/10 | 14 lessons from Steve Jobs スティーブ・ジョブズが遺した14のレッスン              | 長崎義紹 |
| 3    | 2012/03/10 | THE NEXT BIG THING 破壊者たちの新たなビジネス革命                                | 若林恵   |
| 4    | 2012/05/10 | THE BIOLOGY BIG BANG! WIREDの未来生物学講義                                      | 若林恵   |
| 5    | 2012/09/10 | 未来の学校 「教育」は終わった、「学び」が始まる                                  | 若林恵   |
| 6    | 2012/11/09 | GLOBAL GAMING ゲームの世界標準 Angry Birds STAR WARSからUnreal 4まで             | 若林恵   |
| 7    | 2013/03/11 | 未来の会社 これからの「働く」を考える                                            | 若林恵   |
| 8    | 2013/06/10 | MUSIC OF OUR TIMES これからの音楽 21世紀をサヴァイヴするコンテンツビジネス       | 若林恵   |
| 9    | 2013/09/10 | OPEN GOVERNMENT ひらかれた政府 デジタル時代の『ガヴァメント』                    | 若林恵   |
| 10   | 2013/11/25 | 未来都市 2050                                                                    | 若林恵   |
| 11   | 2014/03/10 | イノヴェイションは世界を救う 明るい未来のためのテクノロジー＆デザイン            | 若林恵   |
| 12   | 2014/06/10 | COFFEE & CHOCOLATE STARTUPS コーヒーとチョコレート                               | 若林恵   |
| 13   | 2014/09/10 | Fashion Decoded ファッションはテクノロジーを求めている                           | 若林恵   |
| 14   | 2014/11/25 | The Future of Death 死の未来                                                     | 若林恵   |
| 15   | 2015/03/10 | WXD ワイアード・バイ・デザインデザインをめぐる25の物語                           | 若林恵   |
| 16   | 2015/05/11 | MONEY,CODE & ME お金の未来(と、かわりゆく世界)                                   | 若林恵   |
| 17   | 2015/07/13 | NEW FOOD なにを、なぜ、どう、食べる？                                            | 若林恵   |
| 18   | 2015/09/10 | the FORCE and the MAGIC behind STAR WARS『スター・ウォーズ』新たな神話のはじまり | 若林恵   |
| 19   | 2015/11/10 | kotoba-no-mirai ことばの未来 「自然言語」をめぐる冒険                            | 若林恵   |
| 20   | 2015/12/01 | What A.I. Wants 人工知能はどんな未来を夢見るか                                   | 若林恵   |
| 21   | 2016/02/10 | MUSIC / SCHOOL 音楽の学校                                                        | 若林恵   |
| 22   | 2016/04/09 | BODY & HEALTH 病気にならないカラダ                                               | 若林恵   |
| 23   | 2016/06/10 | Good Company いい会社                                                            | 若林恵   |
| 24   | 2016/08/09 | NEW CITY 新しい都市                                                              | 若林恵   |
| 25   | 2016/10/11 | THE POWER OF BLOCKCHAIN ブロックチェーンは世界を変える                           | 若林恵   |
| 26   | 2016/12/10 | ワイアードTV 映像ビジネスの新時代                                                | 若林恵   |
| 27   | 2017/02/13 | Before and After Science サイエンスのゆくえ                                      | 若林恵   |
| 28   | 2017/06/08 | Making Things ものづくりの未来                                                   | 若林恵   |
| 29   | 2017/09/11 | African Freestyle ワイアード、アフリカにいく                                     | 若林恵   |
| 30   | 2017/12/09 | Identity デジタル時代のダイヴァーシティ 〈わたし〉の未来                         | 若林恵   |
| 31   | 2018/11/13 | New Economy ぼくらは地球をこうアップデートする                                   | 松島倫明 |
| 32   | 2019/03/14 | DIGITA WELL BEING 日本にウェルビーイングを                                       | 松島倫明 |
| 33   | 2019/06/13 | MIRROR WORLD #デジタルツインへようこそ                                           | 松島倫明 |
| 34   | 2019/09/13 | ナラティヴと実装 [NaN,10]                                                        | 松島倫明 |
| 35   | 2019/12/12 | DEEP TECH FOR THE EARTH 地球のためのディープテック                               | 松島倫明 |
| 36   | 2020/03/13 | FUTURES LITERACY 2020年代の必須科目30                                            | 松島倫明 |
| 37   | 2020/06/23 | BRAVE NEW WORLD SFがプロトタイプする未来                                         | 松島倫明 |
| 38   | 2020/09/12 | WANDER LUST 越境への欲望                                                         | 松島倫明 |
| 39   | 2020/12/14 | THE WORLD IN 2021 世界を一歩前に進める最新トレンド                               | 松島倫明 |
| 40   | 2021/03/13 | FOOD :re-generative 地球のためのガストロノミー                                   | 松島倫明 |
| 41   | 2021/06/13 | NEW NEIGHBORHOOD 都市の未来とネイバーフッド                                      | 松島倫明 |
| 42   | 2021/09/16 | NEW COMMONS コモンズと合意形成の未来                                             | 松島倫明 |
| 43   | 2021/12/13 | THE WORLD IN 2022 未来へ漕ぎ出すための必携キーワード                             | 松島倫明 |
| 44   | 2022/03/14 | Web3 所有と信頼のゆくえ                                                          | 松島倫明 |
| 45   | 2022/06/13 | AS A TOOL 気候危機を生き抜くツールカタログ                                       | 松島倫明 |
| 46   | 2022/09/14 | GAMING THE MULTIVERSE 拡張するゲームと世界                                       | 松島倫明 |
| 47   | 2022/12/16 | THE WORLD IN 2023 全10ジャンル、2023年の最重要パラダイムチェンジ                 | 松島倫明 |
| 48   | 2023/03/16 | RETREAT 未来への退却                                                             | 松島倫明 |
| 49   | 2023/06/16 | THE REGENERATIVE COMPANY 未来をつくる会社                                        | 松島倫明 |
| 50   | 2023/09/21 | Next Mid-Century 2050年、多元的な未来へ SPECIAL ISSUE 創刊30周年記念号           | 松島倫明 |
| 51   | 2023/12/18 | THE WORLD IN 2023 全10ジャンル、2024年の最重要パラダイムを読み解く               | 松島倫明 |